# Vztrajnost
Vztrájnost je v fiziki lastnost teles, da vztrajajo v enakomernem gibanju in se upirajo spremembi velikosti ali smeri hitrosti. Merilo za vztrajnost je vztrajnostna masa telesa.

## Zgodovina
Newton je prevzel Galilejevo načelo kot svoj prvi zakon in ga postavil v širši okvir tega, kar se sedaj pozna kot klasično mehaniko. V Newtonovi teoriji ni potrebna nobena sila, da telo vztraja v enakomernem gibanju, prav tako kot v Aristotelovi teoriji ni bila potrebna nobena sila, da telo vztraja pri miru. 

## Machovo načelo
»Vztrajnost poljubnega sestava je posledica medsebojnega delovanja tega sestava in preostalega Vesolja. Z drugimi besedami, vsak delec v Vesolju vpliva na vsak drug delec.«